# Garama Saratou Rabiou Inoussa
Garama Saratou Rabiou Inoussa est une femme politique nigérienne. Elle est née le 3 septembre 1977 au Niger. Elle est ministre du gouvernement de Mohamed Bazoum.

## Biographie

### Début et formation
Garama Saratou Rabiou Inoussa née le 3 septembre 1977 au Niger, elle est titulaire d'un Master 2 en gestion de projet et d'une licence en Sociologie, elle est bénévole, membre du bureau, chargée de programme de cercle-dev. Elle coordonne le projet pour la prévention de l'extrémisme violent des jeunes dans les quartiers péri-urbains de Niamey PREV et le projet Sport-dev à Tillabéry avant d'être nommée ministre en avril 2021.
Saratou est une femme active pour la promotion de la paix, elle est également une femme de terrain.

### Carrière politique
Elle est nommée Ministre de l'Environnement et de la Lutte contre la Désertification du gouvernement dirigé par Mohamed Bazoum.